# Fanny Leicht
Fanny Leicht (* 27. April 1854 in Möhringen als Fanny Amalia Widmaier; † 16. Februar 1939 in Vaihingen) war Inhaberin der Robert Leicht Bierbrauerei und Ehrenbürgerin von Vaihingen auf den Fildern, das später von Stuttgart eingemeindet wurde.

## Leben
Fanny Widmaier war die vierte Tochter des Vaihinger Brauereibesitzers Karl Widmaier. 1871 stellte Karl Widmaier Robert Leicht als erfahrenen Fachmann in seinem Brauereibetrieb ein, wo er bald zum Braumeister avancierte. Zwei Jahre später heirateten Fanny Widmaier und Robert Leicht. Mit finanzieller Unterstützung seines Schwiegervaters übernahm Robert Leicht später die Vaihinger Gastwirtschaft „Zum Ochsen“ und gründete 1878 seine eigene Bierbrauerei Robert Leicht (heute Schwabenbräu). In den ersten schwierigen Jahren konnte er nur auf die Mitarbeit seiner Ehefrau und einen Bierfahrer zurückgreifen. In den folgenden Jahren fungierte Fanny Leicht als seine Buchhalterin, Expedientin, Kassiererin und Repräsentantin, daneben war sie Hausfrau und Mutter. 1885 wurde ihr einziger Sohn Robert (1885–1963) geboren. 1905 hatte die Brauerei Leicht bereits 295 Angestellte.
Nach dem Tod von Robert Leicht 1921 wurde Fanny Leicht Inhaberin des Betriebs. Die Geschäftsführung übernahm der Sohn Robert, doch war Fanny Leicht als Inhaberin weiterhin präsent, wie ihr „Wort des Dankes“ in der Jubiläumsschrift der Brauerei 1928 belegt.
In einem gemeinsamen Erbvertrag von 1917 vermachte das Ehepaar Fanny und Robert Leicht seinen ehemaligen Wohnsitz, eine Villa, der Gemeinde Vaihingen. Nach dem Umbau durch die Gemeinde in den Kriegsjahren 1939 bis 1940 wurde das Gebäude im Sinne des Ehepaares als Oberschule für Mädchen bestimmt.

## Ehrungen

Fanny-Leicht-Park Stuttgart mit Neubau Fanny-Leicht-Gymnasium

1928 erhielt Fanny Leicht die Ehrenbürgerwürde von Vaihingen. Nach ihr sind in Stuttgart-Vaihingen neben dem Fanny-Leicht-Gymnasium eine Straße und ein Park benannt.

### Fanny-Leicht-Gymnasium
Als Fanny Leicht 1939 starb, wurde ein für die Gemeinde vorgesehenes Barvermächtnis in eine Schenkung des elterlichen Anwesens umgewandelt. Die Jugendstilvilla inmitten einer Parkanlage wurde zu einer Mädchenoberschule umgebaut, die vor den Toren Stuttgarts benötigt wurde. Bei der wachsenden Zahl von Schülerinnen war die Einrichtung einer Mädchenklasse an der Oberschule für Jungen nicht ausreichend. Nach baulichen Veränderungen wurde die Mädchenoberschule am 24. Juli 1940 feierlich eingeweiht.
Die Bürger Vaihingens waren sehr großzügig und spendeten viel. So konnte die neue Schule der Stifterin Fanny Leicht mit einem Flügel, einem Grammophon sowie Radio- und Lautsprecheranlagen in den fünf Klassenzimmern ausgestattet werden. Im Januar 1940 schlug der damalige Bürgermeister der Gemeinde Vaihingen dem Kultusministerium vor, die Mädchenschule „Fanny-Leicht-Oberschule für Mädchen“ zu nennen. Die Gemeinde wolle damit auch eine Frau ehren, „die während ihres Lebens sowohl als Mitarbeiterin und Kameradin ihres Mannes beim Aufbau des hiesigen Werkes, als auch als Betriebsinhaberin nach dem Tode ihres Mannes in jeder Hinsicht eine vorbildliche Haltung gezeigt hat.“
Seit den 1960er-Jahren besuchen auch Jungen die heute zu den größten Gymnasien in Stuttgart zählende Bildungseinrichtung.
Eine Gedenktafel im Erdgeschoss des Hauptbaus erinnert an die Stifter Fanny und Robert Leicht.